# Cañada Juncosa
Cañada Juncosa település Spanyolországban, Cuenca tartományban. Cañada Juncosa Alarcón, Tébar, Atalaya del Cañavate, San Clemente, El Cañavate és Honrubia községekkel határos. Lakosainak száma 217 fő (2024).

## Népesség
A település népessége az utóbbi években az alábbiak szerint változott:
| Lakosok száma | 346  | 334  | 321  | 306  | 309  | 277  | 264  | 240  | 241  | 217  |
|               | 2001 | 2004 | 2006 | 2009 | 2011 | 2014 | 2016 | 2019 | 2021 | 2024 |